# Андрей Башев (лекар)
 Тази статия е за българския лекар и общественик.  За българския политик и негов чичо вижте Андрей Башев.  
Андрей Наумов Башев е български лекар и журналист, деец на македоно-одринското освободително движение.

## Биография
Башев е роден в 1900 година в град Елена, в семейството на доктор Наум Башев от Ресен. Завършва медицина в Мюнхен в 1923 година. Участва активно в дейността на македонските младежки организации. Пише редица статии на тема Македонския въпрос.